# Rancho Palos Verdes
Rancho Palos Verdes város az USA Kalifornia államában, Los Angeles megyében. Lakosainak száma 42 287 fő (2020. április 1.).

## Népesség
A település népességének változása:
| Lakosok száma | 36 577 | 41 643 | 42 287 |
|               | 1980   | 2010   | 2020   |